# Cessna 400 Corvalis TT
Cessna 400 Corvalis TT är ett lågvingat monoplan från Cessna i helmetallkonstruktiom försett med ett fast landställ av noshjulstyp. "TT" i typbeteckningen står för Twin Turbocharged - dubbel turbomatning på svenska. Modellen producerades tidigare av Columbia Aircraft och kallades då för Columbia 400.